# Widmann

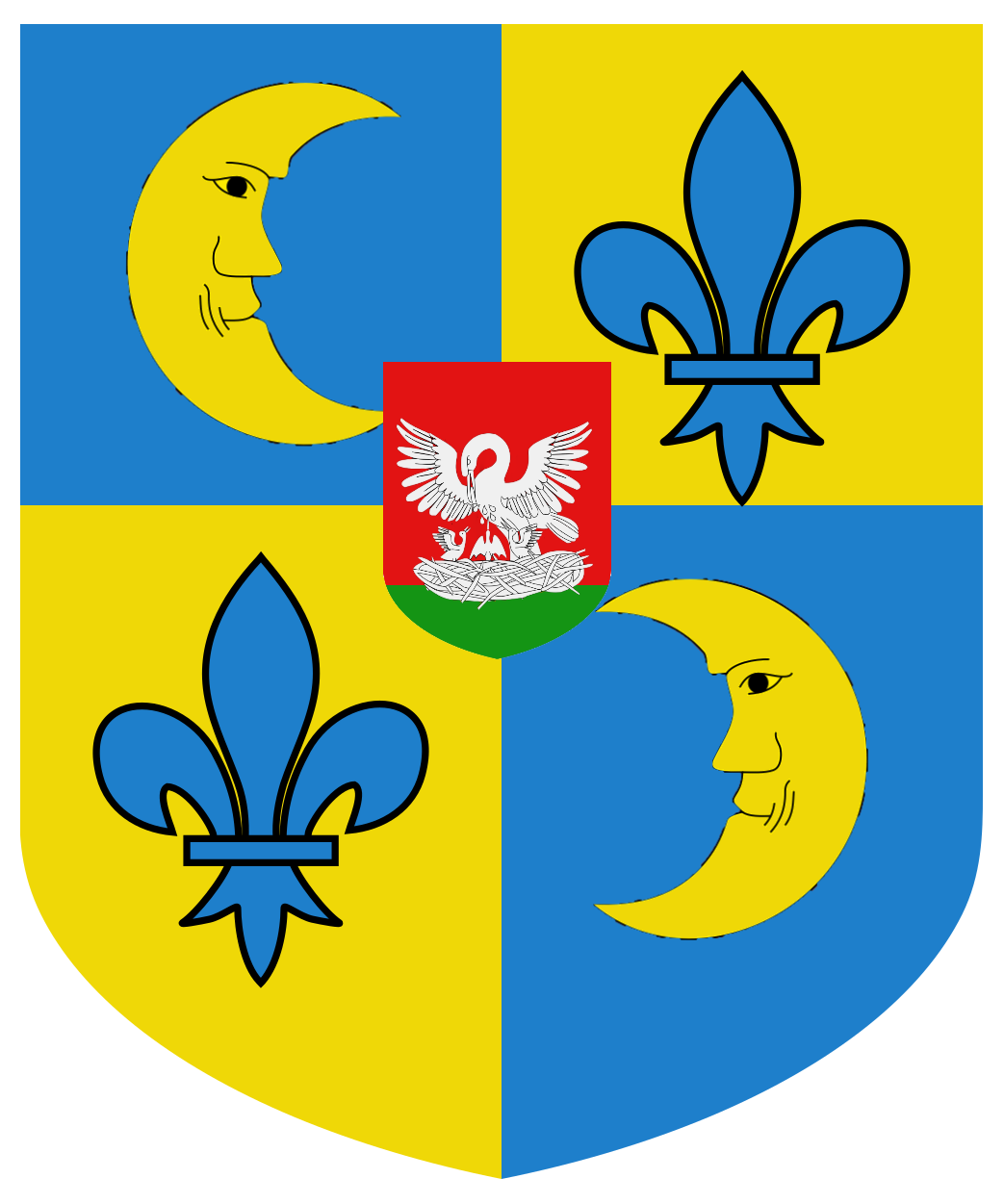
Stemma Widmann

I Widmann (talvolta anche Widman o Vidman), successivamente divenuti Widmann Rezzonico, furono una famiglia aristocratica carinziana, ascritta al patriziato veneziano e annoverata fra le cosiddette Case fatte per soldo.

## Storia

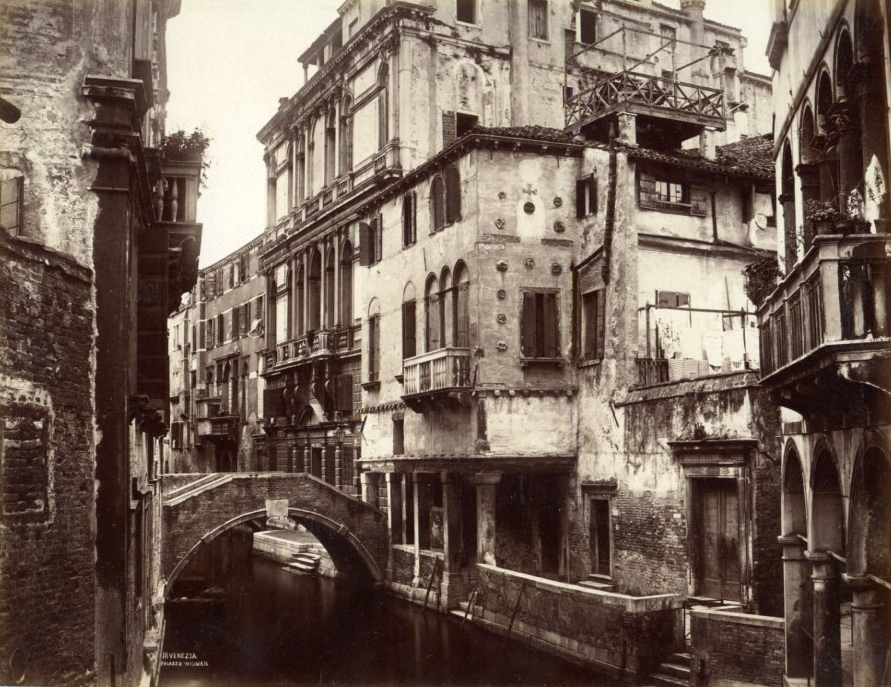
Carlo Naya (1822-1881), Palazzo Widman.

La famiglia Widmann era originaria della Carinzia.
Ferdinando III d'Asburgo li investì della baronia di San Paterniano e Someregg; Leopoldo I, invece, conferì loro la contea di Ortenburgo. Nel XV secolo si spostarono verso il Veneto, andando a risiedere stabilmente a Venezia, dove furono tra i primi a sostenere la Repubblica impegnata nella guerra di Candia contro il Sultano. Come ricompensa, ottennero dal Governo Veneto l'aggregazione al patriziato e l'accesso al Maggior Consiglio (1646).
L'assunzione, all'inizio del XIX secolo, del cognome Rezzonico, dipese dall'eredità lasciata da Abbondio Rezzonico (deceduto nel 1810), prozio dei conti Widmann nonché nipote del pontefice Clemente XIII, regnante tra il 1758 e il 1769, al secolo Carlo della Torre di Rezzonico: fu Antonio Widmann, figlio di Quintilia, sorella di Abbondio, a ricevere l'eredità veneziana della nobile famiglia comasca. Da quel momento, la famiglia Widmann si sarebbe chiamata "Widmann Rezzonico".
Furono confermati nobili dal governo imperiale austriaco il 16 dicembre 1817. Il ramo veneziano si estinse con un Giovanni Abbondio, morto nel 1878. L'ultima dei Widmann sposò il conte Foscari, della famiglia del doge Francesco Foscari (sul trono dogale tra il 1423 e il 1457), e pertanto i suoi discendenti portano oggi il triplo cognome.
Sono tuttora fiorenti i baroni Widmann del ramo austro-carinziano.

## Membri illustri
- Cristoforo Widmann (1617-1660), cardinale.
- Carlo Aurelio Widmann (1750-1798), provveditore generale da mar

## Luoghi e architetture
- Ca' Rezzonico, a Venezia;
- Villa Widmann, a Bagnoli di Sopra;
- Villa Sceriman Widmann Rezzonico Foscari, a Mira.